# Bastiagueiro

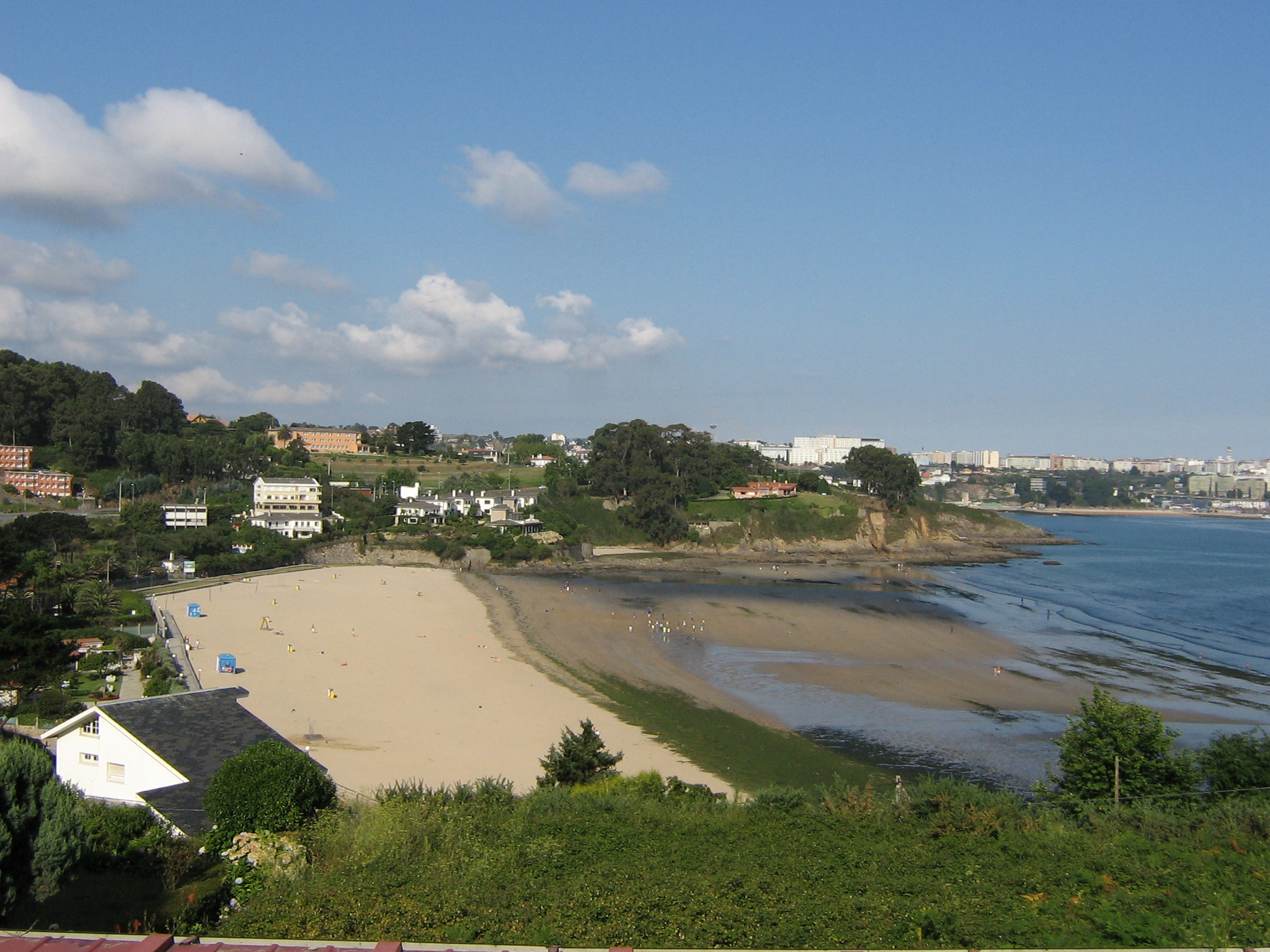
Platja de Bastiagueiro

Bastiagueiro és un llogaret del municipi d'Oleiros, a la província de la Corunya. Pertany a les parròquies de Liáns i Perillo. El 2014 tenia una població de 217 habitants segons l'IGE.
La localitat té diverses urbanitzacions i dues platges (Bastiagueiro i Bastiagueiro Pequeno), molt visitades pels surfistes. A més, hi ha un campus de la Universitat de la Corunya, on es troba la Facultat de Ciències de l'Esport i l'Educació Física.